# William Franke Harling
William Franke Harling (* 18. Januar 1887 in London; † 22. November 1958 in Sierra Madre, Kalifornien) war ein anglo-amerikanischer Filmkomponist.

## Leben
Seine musikalische Ausbildung erhielt Harling an der Grace Choir Church School in New York City. Danach arbeitete er als Organist und Chorleiter an der Auferstehungskirche  in Brüssel. Nachfolgend verbrachte er zwei Jahre an der United States Military Academy at West Point. Dort komponierte er die Hymne „The Corps,“  und den  Marsch „West Point Forever.“
Harling, der in Mitarbeiterverzeichnissen von Filmen meist in der verkürzten Namensform W. Franke Harling erscheint, war vor allem in den 1930er und zu Beginn der 1940er Jahre als Komponist im Filmgeschäft tätig. Für seine Mitwirkung bei der Bearbeitung der Filmmusik zu dem klassischen Western Ringo von Regisseur John Ford erhielt er 1940 einen Oscar.
Harling starb in Sierra Madre (Kalifornien), sein Grab befindet sich im Forest Lawn Memorial Park in Hollywood Hills.

## Filmografie (Auswahl)
- 1929: Liebesparade (The Love Parade)
- 1929: Der Kiebitz (The Kibitzer)
- 1930: Monte Carlo
- 1930: The Right to Love
- 1930: Der König der Vagabunden (The Vagabond Kind)
- 1931: Tabu
- 1931: Der Mann, den sein Gewissen trieb (Broken Lullaby)
- 1932: Street of Women
- 1932: Shanghai-Express (Shanghai Express)
- 1932: Spiel am Abgrund (The Miracle Man)
- 1932: Blonde Venus
- 1932: Ärger im Paradies (Trouble in Paradise)
- 1932: Madame verliert ihr Kleid (This Is the Night)
- 1932: Madame Butterfly
- 1932: Eine Stunde mit Dir (One Hour with You)
- 1932: In einem anderen Land (A Farewell to Arms)
- 1932: Reise ohne Wiederkehr (One Way Passage)
- 1932: Badenix (You Said a Mouthful)
- 1932: Die große Pleite (The Crash)
- 1932: Zwei Sekunden (Two Seconds)
- 1933: Wiegenlied (Cradle Song)
- 1933: Bei Kerzenlicht (By Candlelight)
- 1933: Man’s Castle
- 1933: The House on 56th Street
- 1933: The Keyhole
- 1933: Destination Unknown
- 1935: Peter Ibbetson (Peter Ibbetson) im Abspann ungenannt
- 1935: Die Farm am Mississippi (So Red the Rose)
- 1936: China Clipper
- 1937: Schiffbruch der Seelen (Souls at Sea)
- 1939: Ringo (Stagecoach)
- 1941: Akkorde der Liebe (Penny Serenade)
- 1941: Adam hatte vier Söhne (Adam Had Four Sons)
- 1942: Fräulein Mama (The Lady Is Willing)
- 1943: Three Russian Girls
- 1944: Johnny Doesn’t Live Here Anymore